# Tomáš Holubec
Tomáš Holubec (ur. 11 stycznia 1976 w Jilemnicach) – czeski biathlonista, brązowy medalista mistrzostw Europy.

## Kariera
W Pucharze Świata zadebiutował 9 marca 1996 roku w Pokljuce, zajmując 52. miejsce w sprincie. Pierwsze punkty wywalczył 20 stycznia 2000 roku w Anterselvie, gdzie zajął 25. miejsce w tej samej konkurencji. Nigdy nie stanął na podium indywidualnych zawodów pucharowych, najwyższą pozycję wywalczył 15 grudnia 2011 roku w Hochfilzen, gdzie był dziewiąty w sprincie. Dokonał tego w sztafecie, wspólnie z Petrem Garabíkiem, Ivanem Masaříkiem i Zdenkiem Vítkiem zajmując pierwsze miejsce 3 grudnia 2000 roku w Anterselvie. Najlepsze wyniki osiągnął w sezonie 2004/2005, kiedy zajął 45. miejsce w klasyfikacji generalnej.
W 2002 roku wystartował na igrzyskach olimpijskich w Salt Lake City, zajmując 32. miejsce w sprincie i 45. w biegu pościgowym. Na rozgrywanych cztery lata później igrzyskach w Turynie w swoim jedynym starcie zajął 33. miejsce w biegu indywidualnym.
Wielokrotnie startował na mistrzostwach świata, najlepsze wyniki osiągając podczas mistrzostw świata w Oberhofie w 2004 roku, gdzie zajął między innymi ósme miejsce w sztafecie i jedenaste w sprincie. Zdobył za to brązowy medal w sztafecie na mistrzostwach Europy w Novym Měscie w 2008 roku. Wystąpił tam razem z Michalem Šlesingrem, Ondřejem Moravecem i Zdenkiem Vítkiem.
Jego brat, Jiří Holubec, także był biathlonistą. Jego żoną była czeska biathlonistka Kateřina Holubcová.

## Osiągnięcia

### Igrzyska olimpijskie
| Rok  | Miejscowość    | Konkurencje | Konkurencje | Konkurencje | Konkurencje | Konkurencje | Konkurencje | Konkurencje |
| Rok  | Miejscowość    | IN          | SP          | PU          | MS          | RL          | MR          | SR          |
| ---- | -------------- | ----------- | ----------- | ----------- | ----------- | ----------- | ----------- | ----------- |
| 2002 | Salt Lake City | –           | 32.         | 45.         | nd.         | –           | nd.         | –           |
| 2006 | Turyn          | 33.         | –           | –           | –           | –           | nd.         | –           |

### Mistrzostwa świata
| Rok  | Miejscowość     | Konkurencje | Konkurencje | Konkurencje | Konkurencje | Konkurencje | Konkurencje | Konkurencje |
| Rok  | Miejscowość     | IN          | SP          | PU          | MS          | RL          | MR          | SR          |
| ---- | --------------- | ----------- | ----------- | ----------- | ----------- | ----------- | ----------- | ----------- |
| 1997 | Osrblie         | –           | 74.         | –           | nd.         | –           | nd.         | –           |
| 2001 | Pokljuka        | 20.         | –           | –           | –           | –           | nd.         | –           |
| 2003 | Chanty-Mansyjsk | 62.         | 65.         | –           | –           | –           | nd.         | –           |
| 2004 | Oberhof         | 46.         | 11.         | 38.         | –           | 8.          | nd.         | –           |
| 2005 | Hochfilzen      | 51.         | 15.         | 38.         | –           | 11.         | nd.         | –           |
| 2007 | Anterselva      | 43.         | –           | –           | –           | –           | –           | –           |
| 2009 | Pjongczang      | –           | 63.         | –           | –           | –           | –           | –           |
| 2011 | Chanty-Mansyjsk | 55.         | –           | –           | –           | –           | –           | –           |
| 2012 | Ruhpolding      | 33.         | –           | –           | –           | –           | –           | –           |

### Mistrzostwa Europy
| Rok  | Miejscowość     | Konkurencje | Konkurencje | Konkurencje | Konkurencje | Konkurencje | Konkurencje | Konkurencje |
| Rok  | Miejscowość     | IN          | SP          | PU          | MS          | RL          | MR          | SR          |
| ---- | --------------- | ----------- | ----------- | ----------- | ----------- | ----------- | ----------- | ----------- |
| 2000 | Zakopane        | 32.         | 11.         | 15.         | nd.         | 4.          | nd.         | –           |
| 2001 | Haute Maurienne | 24.         | 11.         | 13.         | nd.         | 11.         | nd.         | –           |
| 2002 | Kontiolahti     | 14.         | 8.          | 12.         | nd.         | 7.          | nd.         | –           |
| 2006 | Langdorf        | 15.         | 20.         | 35.         | nd.         | 8.          | nd.         | –           |
| 2007 | Bansko          | 21.         | 19.         | 12.         | nd.         | 6.          | nd.         | –           |
| 2008 | Nové Město      | 26.         | –           | –           | nd.         | 3.          | nd.         | –           |

### Puchar Świata

#### Miejsca w klasyfikacji generalnej
| Sezon     | Miejsce |
| --------- | ------- |
| 1995/1996 | -       |
| 1996/1997 | -       |
| 1998/1999 | -       |
| 1999/2000 | 74.     |
| 2000/2001 | 56.     |
| 2001/2002 | 81.     |
| 2002/2003 | 71.     |
| 2003/2004 | 46.     |
| 2004/2005 | 45.     |
| 2005/2006 | 63.     |
| 2006/2007 | 69.     |
| 2007/2008 | 63.     |
| 2008/2009 | 53.     |
| 2009/2010 | 64.     |
| 2010/2011 | 66.     |
| 2011/2012 | 61.     |
| 2012/2013 | -       |

#### Miejsca na podium
Holubec nigdy nie stanął na podium indywidualnych zawodów PŚ.